# Christian Bömkes

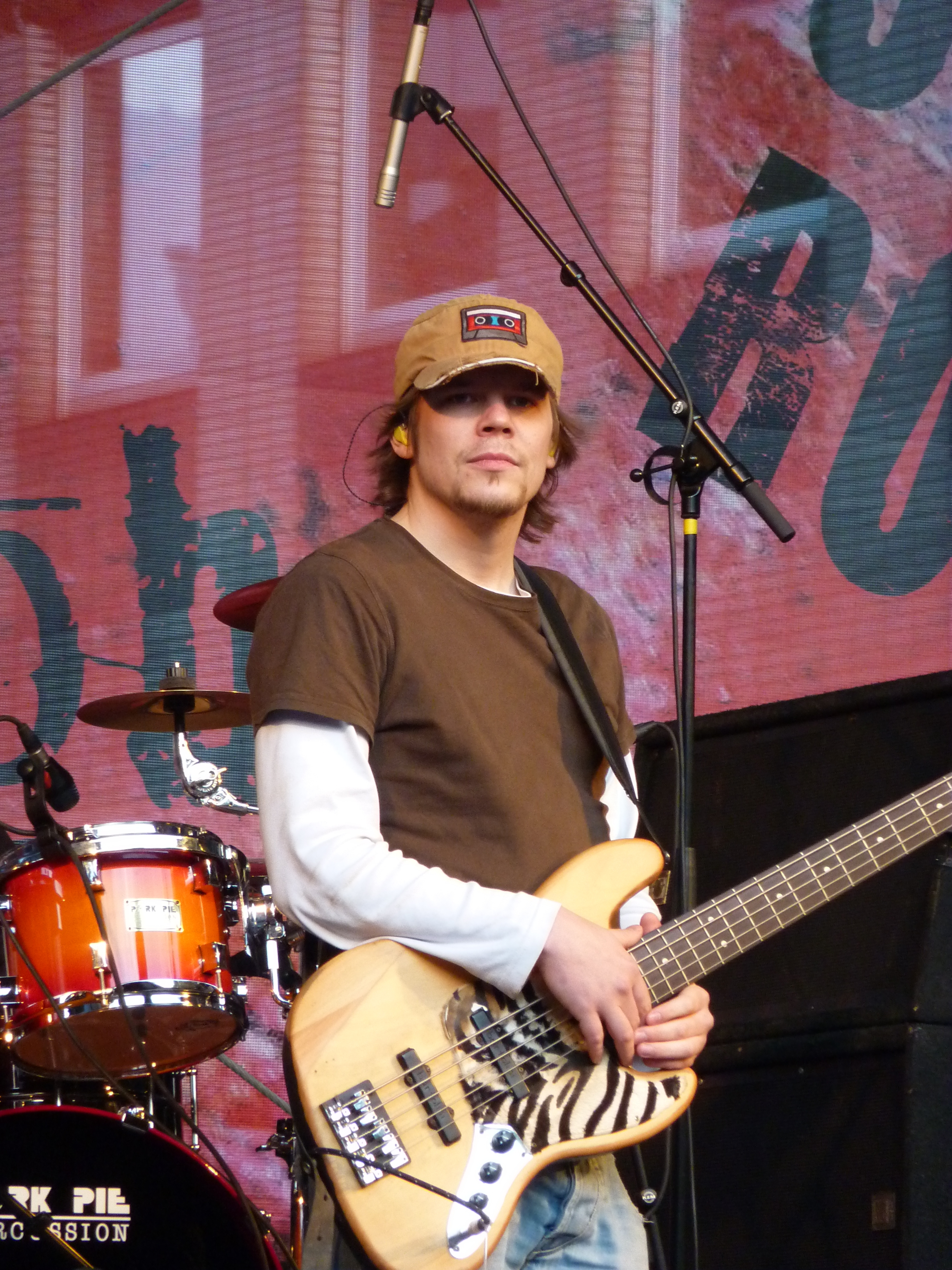
Bochum total am 23. Juli 2011

Christian Bömkes (* 6. November 1980 in Winterberg) ist ein deutscher Liedtexter, Komponist, Produzent und Musiker.

## Werdegang
Nach musikalischer Früherziehung und anschließendem Klavierunterricht gründete er im Alter von elf Jahren zusammen mit zwei Freunden seine erste Band. Mit 14 Jahren erhielt er Bassunterricht und es folgten diverse Bands wie die Hip-Hop-/Rap-Band Sons of Gastarbeita oder Wink, die mit Deutschrock auf sich aufmerksam machte. 
2000 machte er sein Abitur am Albert-Schweitzer-Gymnasium in Marl. Anschließend studierte er zunächst von 2001 bis 2002 Musikwissenschaften, Sprachwissenschaften und Archäologie an der Universität zu Köln sowie von 2003 bis 2007 Sonderpädagogik auf Lehramt an der Universität Dortmund.

## Musikalisches Werk
Seinen ersten Autorenvertrag erhielt er beim Schallbau  Musikverlag. Hier war er unter anderem maßgeblich an dem fünften Studioalbum von Laith Al-Deen Die Liebe zum Detail beteiligt, das Platz drei der deutschen Albumcharts erreichte. Auch am Siegeralbum Plan A! von Thomas Godoj, der 2008 die RTL-Castingshow Deutschland sucht den Superstar gewann, war er beteiligt. Er steuerte mit Helden gesucht, Autopilot, Summer Breeze und Plan A unter Mitwirken anderer Komponisten vier Titel bei.
Unter Schallbau folgten darauf weitere Veröffentlichungen für Bands und Künstler wie Rapsoul und Stanfour. 2010 trennte sich Christian Bömkes von Schallbau und ist seither Autor für BMG Rights Management.
Von 2011 bis Anfang 2012 spielte er als Bassist in der Thomas Godoj Band. Zusammen mit ihm hatte er bis auf zwei Titel auch die Songs zum dritten Album So gewollt komponiert und getextet. Die Singleauskopplung Dächer einer ganzen Stadt wurde am 7. Oktober 2011 veröffentlicht.
2011 gründete er mit Jeanette Biedermann und Jörg Weißelberg die Band Ewig. Am 31. August 2012 veröffentlichten Ewig ihre erste Single Ein Schritt weiter. Das Debütalbum Wir sind Ewig folgte am 14. September 2012.
2013 schuf Christian die Edition Nachtwerk. Es entstanden Titel für Andrea Berg, Roland Kaiser, Maite Kelly, DJ Ötzi und andere Interpreten. 